# Ƽ
Ƽ ( minúsculo : ƽ ) llamada quinto tono es una letra del alfabeto latino utilizada en el alfabeto Zhuang desde 1957 hasta 1986 para indicar su quinto tono, alto. [˧˥] .
En 1986 fue reemplazada por la q.
Tienen su origen en una alteración del número 5 .

## Codificación
| Carácter      | Ƽ                              | Ƽ                              | ƽ                            | ƽ                            |
| ------------- | ------------------------------ | ------------------------------ | ---------------------------- | ---------------------------- |
| Unicode       | LATIN CAPITAL LETTER TONE FIVE | LATIN CAPITAL LETTER TONE FIVE | LATIN SMALL LETTER TONE FIVE | LATIN SMALL LETTER TONE FIVE |
| Codificación  | decimal                        | hex                            | decimal                      | hex                          |
| Unicode       | 444                            | U+01BC                         | 445                          | U+01BD                       |
| UTF-8         | 198 188                        | C6 BC                          | 198 189                      | C6 BD                        |
| Ref. numérica | &#444;                         | &#x1BC;                        | &#445;                       | &#x1BD;                      |